# Octavio Salazar Miranda
Octavio Edilberto Salazar Miranda (Zaña, 20 de octubre de 1952-Lima, 24 de diciembre de 2024) fue un general de la Policía Nacional del Perú y político peruano. Fue congresista de la República en 2 ocasiones y ejerció como ministro del Interior en el segundo gobierno de Alan García.

## Biografía
Nació en Zaña, Lambayeque; el 20 de octubre de 1952.
Realizó sus estudios primarios y secundarios en el Colegio Nacional San José de Chiclayo. Ingresó a la Escuela de Oficiales del Centro de Instrucción de la Guardia Republicana del Perú en 1973 y egresó el 1 de enero de 1977 integrando la Promoción "25 de Septiembre". Hizo un curso de Estado Mayor en la Escuela Superior de la Policía en 1990.
Ha sido Director de la III Dirección Territorial de la PNP de Trujillo (2005-2006), Director de la VII Dirección Territorial de la PNP de Lima (2007) y director general de la PNP (de enero a octubre del 2008). Fue también titular de la DIRSEPUB/División de Protección de Carreteras en Lima (2004) y de la Dirección de Familia y Participación Ciudadana en Lima (2005), así como Consejero en Asuntos de Seguridad en la Embajada de Perú en Washington (2009).

## Labor política

### Ministro del Interior (2009-2010)
El 11 de julio del 2009, tras la renuncia de Mercedes Cabanillas por el caso Baguazo, Salazar juramentó como ministro del Interior en el gabinete presidido por Javier Velásquez Quesquén del segundo gobierno de Alan García.
Estuvo en el cargo hasta que decidió renunciar el 4 de septiembre del 2010, donde fue reemplazado por Fernando Barrios.

### Congresista (2011-2016)
En las elecciones generales del 2011, fue elegido Congresista por Fuerza 2011 representando al departamento de La Libertad donde obtuvo una alta votación de 86,109 votos para el periodo parlamentario 2011-2016.

### Congresista (2016-2019)
En las elecciones generales del 2016, fue reelegido por Fuerza Popular para el periodo parlamentario 2016-2021.
El 30 de septiembre del 2019, tras la disolución del Congreso decretado por el expresidente Martín Vizcarra, su cargo parlamentario llegó a su fin.

## Condecoraciones
- Gran Cruz de la Frontera (Argentina).
- Cruz Peruana al Mérito Aeronáutico en la clase Gran Cruz FAP.
- Orden Militar Francisco Bolognesi en el grado Gran Cruz.
- Gran Cruz al Mérito Policial.
- Orden Gran Oficial al Mérito Policial.